# İnebeyli, Evren
İnebeyli là một xã thuộc huyện Evren, tỉnh Ankara, Thổ Nhĩ Kỳ. Dân số thời điểm năm 2011 là 109 người.